# آمونیوم اورانیل کربنات
آمونیوم اورانیل کربنات (به انگلیسی: Ammonium uranyl carbonate) با فرمول شیمیایی UO۲CO۳·2(NH۴)۲CO۳ یک ترکیب شیمیایی است. که جرم مولی آن 522.199 g/mol می‌باشد. 